# 島谷恵介
島谷恵介（しまたにけいすけ、1959年2月24日 - ）は、大阪府出身のピアニスト、作曲家、指揮者である。
また北海道のＦＭ局「さっぽろ村ラジオ」においてラジオ番組「島谷恵介のモーニングミュージック」「ラジオ de インターネット平成版」「ニュースの森」「島谷恵介のファンタジーナイト・ミュージック」のDJを、そしてニューゾーンエフエムでのDJを務める。さらにコンピュータの分野においても、SE、SIとして、ネットワーク構築や運用管理なども行なっている。

## 経歴
1973年、カワイ音楽コンクール全国大会にて優勝。1977年、大阪教育大学特設音楽課程ピアノ専攻に入学する。1981年に同大学を卒業。同年9月、米国・ボストンのニューイングランド音楽院大学院ピアノ演奏科に入学する。1983年、同大学院を修了と同時に、PI KAPPA LAMBDA音楽協会より優秀賞を授与され、同協会の終身会員となる。
ボストンでは歴史的な大ピアニスト、アルトゥール・シュナーベルの助手を務めたレナード・シュアーに師事した。日本では稀少なシュナーベルの直系である。
また、合唱を、ロベルト・ブリーデンに、声楽を岸本力に師事した。さらに、管弦楽の指揮をデビット・ハウエル、フランク・バティスティに師事した。
現在、定期的にピアノリサイタルを開催する傍ら、エーシージェー音楽監督として、演奏会や絵画展、個展等のプロデュース、管弦楽団や合唱団の指揮や指導を行なっている。
近年、親子のためのコンサートを積極的に開催するなど、子供のための音楽教育や普及にも力を入れている。

## ディスコグラフィー
- Encore Encore（アンコール アンコール）（2004.8.3）
- Christmas Songs（クリスマスソング）（2006.12.23）

## コンサート
- 一流ピアニストによるピアノ連弾コンサート（1995年6月22日）門仲天井ホール

- 調律師協会主催演奏会（1996年2月）鎌倉文化会館

- 島谷恵介ピアノリサイタル（1996年6月19日）カザルスホール

- New Year アンサンブル Horn & Piano（1997年1月18日）マリーホール 神戸市立灘区民ホール

- 島谷恵介ピアノリサイタル（1997年12月9日）津田ホール

- 島谷恵介ピアノリサイタル（1998年10月6日）サントリーホール 小ホール

- 島谷恵介ピアノリサイタル in Suntory Hall（1999年10月15日）サントリーホール 小ホール

- 島谷恵介X'mas Salon Concert in Aoyama（1999年12月18日）アンダンティーノ

- 島谷恵介ピアノリサイタル（2000年3月10日）音楽の友ホール

- 島谷将文アコースティックポップライブ（2000年6月16日）下北沢ロフト

- 島谷恵介ピアノリサイタル（2000年9月29日）サントリーホール 小ホール

- 島谷恵介ピアノリサイタル（2001年5月18日）東京オペラシティ リサイタルホール

- 島谷恵介ピアノリサイタル（2001年10月26日）サントリーホール 小ホール

- Wコンサート（2001年12月21日）音楽の友ホール

- 島谷恵介ピアノリサイタル（2002年4月26日）東京オペラシティ リサイタルホール

- 島谷恵介ピアノリサイタル（2002年9月6日）サントリーホール 小ホール

- 島谷恵介 親子のコンサート＆クリスマスコンサート（2002年12月6日）東京オペラシティ リサイタルホール

- 島谷恵介 親子のコンサート＆新緑のコンサート（2003年5月30日）東京オペラシティ リサイタルホール

- 島谷恵介ピアノリサイタル（2003年9月26日）サントリーホール 小ホール

- 島谷恵介『クリスマスコンサート特別編』（2003年12月21日）銀座ガスホール

- 島谷恵介『親子のコンサート＆ピアノリサイタル』（2004年3月19日）京都府立府民ホール アルティ

- 島谷恵介 0歳からのピアノリサイタル『親子のコンサート』（2004年4月30日）東京オペラシティ リサイタルホール

- 島谷恵介ピアノリサイタル～ショパン全曲演奏会(1）～（2004年4月30日）東京オペラシティ リサイタルホール

- https://www.suntory.co.jp/suntoryhall/archive/det.html?data_id=10578 島谷恵介ピアノリサイタル～ショパン全曲演奏会(2）～（2004年9月10日）]サントリーホール 小ホール

- 島谷恵介 0歳からのピアノリサイタル『親子のコンサート』（2004年11月12日）京都府立府民ホール アルティ

- 島谷恵介ピアノリサイタル～ショパン全曲演奏会(3）～（2004年11月12日）京都府立府民ホール アルティ

- 島谷恵介 0歳からのピアノリサイタル『クリスマスピアノコンサート』（2004年12月24日）東京オペラシティ リサイタルホール

- 島谷恵介ピアノリサイタル～ショパン全曲演奏会(3）～（2004年12月24日）東京オペラシティ リサイタルホール

- 島谷恵介ピアノリサイタル～ベートーヴェン～（2005年1月13日）東京文化会館 小ホール

- ショパン全曲演奏会(4）～（2005年2月20日）東京文化会館 小ホール

- 島谷恵介ピアノリサイタル アフタコンサート（2005年5月5日）八王子市南大沢文化会館 主ホール

- ゴールデンウィークスペシャル 島谷恵介 0歳からのピアノリサイタル『こどもの日コンサート』（2005年5月5日）八王子市南大沢文化会館 主ホール

- 島谷恵介 0歳からのピアノリサイタル『夏の日コンサート』（2005年7月28日）札幌コンサートホール Kitara

- 島谷恵介 0歳からのピアノリサイタル『夏の日コンサート』（2005年8月1日）軽井沢大賀ホール

- 島谷恵介 0歳からのピアノリサイタル『夏の日コンサート』（2005年8月10日）東京オペラシティ リサイタルホール

- 島谷恵介ピアノリサイタル『ロバート・シューマン特集』（2005年9月29日）東京文化会館 小ホール

- 島谷恵介 0歳からのピアノリサイタル『親子のコンサート』（2005年11月12日）熊本県八代市 やつしろハーモニーホール

- 島谷恵介 芸術の秋スペシャル『0歳から聴ける母と子のためのピアノコンサート』（2005年11月19日）大阪ドーンセンター

- 島谷恵介ピアノリサイタル特別編「島谷恵介と伴奏コンクール入賞者たちによる『２台のピアノの夕べ』（2005年12月12日）東京オペラシティ リサイタルホール

- 島谷恵介 0歳からのピアノリサイタル『クリスマスコンサート』（2005年12月23日）東京オペラシティ リサイタルホール

- 島谷恵介ピアノリサイタル～ショパン全曲演奏会(5）～（2006年2月28日）東京文化会館 小ホール

- 島谷恵介 0歳からのピアノリサイタル『親子のコンサート』（2006年3月27日）札幌コンサートホール Kitara

- 島谷恵介 0歳からのピアノリサイタル『夏の日コンサート』（2006年7月28日）札幌コンサートホール Kitara

- 島谷恵介 0歳からのピアノリサイタル『夏の日コンサート』（2006年7月31日）軽井沢大賀ホール

- 島谷恵介ピアノリサイタル～ショパン全曲演奏会(5-2）～（2006年7月31日）軽井沢大賀ホール

- 島谷恵介ピアノリサイタル～ショパン全曲演奏会(6）～（2006年8月7日）東京文化会館 小ホール

- 島谷恵介 0歳からのピアノリサイタル『夏の日コンサート』（2006年8月11日）東京オペラシティ リサイタルホール

- 島谷恵介ピアノリサイタル～ショパン全曲演奏会(7）～（2006年9月5日）東京文化会館 小ホール

- 島谷恵介 0歳からのピアノリサイタル『親子のコンサート』（2006年9月23日）大阪ドーンセンター

- 島谷恵介 0歳からのピアノリサイタル『クリスマスコンサート』（2006年12月25日）東京オペラシティ リサイタルホール

- 島谷恵介ピアノリサイタル～ニューイヤーコンサート2007ショパンワルツ全集～ショパン全曲演奏会(8）～（2007年1月4日）東京文化会館 小ホール

- 島谷恵介ピアノリサイタル～ショパン全曲演奏会(9）～（2007年2月1日）東京文化会館 小ホール

- 島谷恵介 0歳からのピアノリサイタル『親子のコンサート』（2007年3月10日）札幌コンサートホール Kitara

- 島谷恵介 0歳からのピアノリサイタル『親子のコンサート』（2007年3月25日）東京オペラシティ リサイタルホール

- 島谷恵介　ピアノリサイタル　特別編ピアノとうたの出会い（2007年4月6日）東京文化会館 小ホール

- 第一回ピアノ歌曲伴奏コンクール『入賞者演奏会』（2007年5月31日）ティアラこうとう 小ホール

- 島谷恵介 0歳からのピアノリサイタル『夏の日コンサート』（2007年8月3日）東京オペラシティ リサイタルホール

- 島谷恵介 0歳からのピアノリサイタル『夏の日コンサート』（2007年8月8日）福岡あいれふホール

- 島谷恵介 0歳からのピアノリサイタル『クリスマスコンサート』（2007年12月9日）東京オペラシティ リサイタルホール

- 島谷恵介 クリスマスピアノリサイタル in SUNTORY HALL 2008 ～ショパン全曲演奏会(10）～（2007年12月25日）サントリーホール ブルーローズ（小ホール）

- 島谷恵介ピアノリサイタル～ショパン全曲演奏会(最終回）～（2008年1月10日）東京文化会館 小ホール

- 島谷恵介 0歳からのピアノリサイタル『春のコンサート』（2008年3月20日）東京オペラシティ リサイタルホール

- 第一回日本ピアノ室内楽コンクール『入賞者演奏会』（2008年5月2日）ティアラこうとう 小ホール

- 島谷恵介 0歳からのピアノリサイタル『夏の日コンサート』（2008年7月23日）東京オペラシティ リサイタルホール

- 島谷恵介プロデュース ACJ音楽祭2008夏（2008年8月10日）ティアラこうとう 大ホール

- 島谷恵介 0歳から聴けるピアノリサイタル『クリスマスコンサート』（2008年12月23日）東京オペラシティ リサイタルホール

- NEW YEAR CONCERT 2009（2009年1月10日）サントリーホール ブルーローズ

- 島谷恵介と第二回国際ピアノ伴奏コンクール入賞者による２台のピアノリサイタル（2009年2月21日）東京オペラシティ リサイタルホール

- 島谷恵介 0歳から聴けるピアノリサイタル「春の日コンサート」（2009年3月29日）東京オペラシティ リサイタルホール

- 参加型コンサート 島谷恵介 0歳から聴けるピアノリサイタル「夏の日スペシャルコンサート」（2009年7月24日）東京オペラシティ リサイタルホール

- 参加型コンサート 島谷恵介 0歳から聴けるピアノリサイタル「クリスマスコンサート」（2009年12月25日）東京オペラシティ リサイタルホール

- 島谷恵介ピアノリサイタル（2010年4月17日）サントリーホール ブルーローズ

- 参加型コンサート 島谷恵介 0歳から聴けるピアノリサイタル「春の日コンサート」（2010年5月8日）東京オペラシティ リサイタルホール

- 参加型コンサート 島谷恵介 0歳から聴けるピアノリサイタル「夏の日コンサート」（2010年8月6日）東京オペラシティ リサイタルホール

- 参加型コンサート 島谷恵介 0歳から聴けるピアノリサイタル「クリスマスコンサート」（2010年12月24日）東京オペラシティ リサイタルホール

- 参加型コンサート 島谷恵介 0歳から聴けるピアノリサイタル「春の日コンサート」（2011年3月29日）東京オペラシティ リサイタルホール

- 参加型コンサート 島谷恵介 0歳から聴けるピアノリサイタル「夏の日コンサート」（2011年8月1日）東京オペラシティ リサイタルホール

- 「スーパー発表会」（2011年9月12日）ティアラこうとう 小ホール

- 島谷恵介ピアノリサイタル（2011年11月26日）サントリーホール ブルーローズ

- 参加型コンサート 島谷恵介 0歳から聴けるピアノリサイタル「クリスマスコンサート」（2011年12月24日）東京オペラシティ リサイタルホール

- 参加型コンサート 島谷恵介 0歳から聴けるピアノリサイタル「夏の日コンサート」（2012年8月11日）東京オペラシティ リサイタルホール

- 島谷恵介ピアノリサイタル～音楽小説（MusicNovel）の夕べ（2012年11月18日）サントリーホール ブルーローズ

- 参加型コンサート 島谷恵介 0歳から聴けるピアノリサイタル「クリスマスコンサート」（2012年12月15日）東京オペラシティ リサイタルホール

- 参加型コンサート 島谷恵介 0歳から聴けるピアノリサイタル「春の日コンサート」（2013年5月6日）東京オペラシティ リサイタルホール

- 名曲コンサート 島谷恵介ピアノリサイタル ～ 東京中央ロータリー・クラブ チャリティコンサート ～（2013年6月27日）サントリーホール ブルーローズ

- 参加型コンサート 島谷恵介 0歳から聴けるピアノリサイタル「夏の日コンサート」（2013年8月24日）東京オペラシティ リサイタルホール

- 参加型コンサート 島谷恵介 0歳から聴けるピアノリサイタル「クリスマスコンサート」（2013年12月24日）東京オペラシティ リサイタルホール

- 参加型コンサート 島谷恵介 0歳から聴けるピアノリサイタル「春の日コンサート」（2014年5月18日）東京オペラシティ リサイタルホール

- 島谷恵介ピアノリサイタル ウラディミール・ホロヴィッツ没後25年記念～ホロヴィッツレパートリー～（2014年7月25日）サントリーホール ブルーローズ

- 参加型コンサート 島谷恵介 0歳から聴けるピアノリサイタル「夏の日コンサート」（2014年8月23日）東京オペラシティ リサイタルホール

- 参加型コンサート 島谷恵介 0歳から聴けるピアノリサイタル「クリスマスコンサート」（2014年12月24日）東京オペラシティ リサイタルホール

- 参加型コンサート 島谷恵介 0歳から聴けるピアノリサイタル「夏の日コンサート」（2015年8月8日）東京オペラシティ リサイタルホール

- 参加型コンサート 島谷恵介 0歳から聴けるピアノリサイタル「クリスマスコンサート」（2015年12月24日）東京オペラシティ リサイタルホール

- 参加型コンサート 島谷恵介 0歳から聴けるピアノリサイタル「夏の日コンサート」（2016年7月23日）東京オペラシティ リサイタルホール

- 島谷恵介ピアノリサイタル 「戦場のピアニスト」の楽曲～オールショパンプログラム～（2016年12月1日）サントリーホール ブルーローズ

- 参加型コンサート 島谷恵介 0歳から聴けるピアノリサイタル「クリスマスコンサート」（2016年12月24日）東京オペラシティ リサイタルホール

## 書籍関連の業務
- 三栄書房「パソコンOption」の編集スタッフとして、記事執筆、編集を担当
- 株式会社ナツメ社のハンディシリーズで、三四郎ハンドブックを編集
- 株式会社ハーティネス 日経パソコンでパソコンQ&Aの執筆
- 「月刊サイビス」でパソコンQ&Aの記事を担当
- ソニーのWebサイトにて、Windows2000 ProfessionalトラブルＱ＆Ａを担当

## 主な著作物
- 『OASYSハンドブック』、新紀元社（1988.4）単行本(学校関連に教科書として採用)
- 『DOS/V活用事典』、成美堂出版（1993.11）単行本、ユニゾンとの共著
- 『MAC活用事典』、成美堂出版（1994.3）単行本、ユニゾンとの共著
- 『月刊パソコンOption』、三栄書房（1994.5）雑誌、マイクロデザイン他との共著
- 『Microsoft Excel 5.0 for Windows基本操作ガイド』、（株）ナツメ社（1994.7）単行本、トータルテクノジャパンとの共著
- 『Computer Todayの記事』、サイエンス社（1994.9）雑誌、編集部他との共著
- 『一太郎Ver.6簡単マクロ活用術』、ソフトバンク（1995.7）単行本
- 『わかる！Windows』、(株)ナツメ社（1996.5）単行本(企業、学校で教科書として採用)
- 『98Magazineの記事』、エーアイ出版（1996.1）雑誌、ユニゾンとの共著
- 『極楽デジカメ入門』、PHP研究所（1996.11）単行本、ユニゾンとの共著
- 『Windows NT 4.0でネットワーク』、エーアイ出版（1997.4）ムック、ユニゾンとの共著
- 『TERM PC Vol.1（ＡＩムックシリーズ） －特別企画 ネットワークをつくろう－』、エーアイ出版（1997.11）ムック、ユニゾンとの共著
- 『Outlook97活用ハンドブック』、（株）ナツメ出版（1997.8）